# Limnomys sibuanus
Limnomys sibuanus är en däggdjursart som beskrevs av Edgar Alexander Mearns 1905. Limnomys sibuanus ingår i släktet Limnomys och familjen råttdjur. IUCN kategoriserar arten globalt som livskraftig. Inga underarter finns listade i Catalogue of Life.
Arten blir med svans 266 till 294 mm lång, svanslängden är 147 till 174 mm och vikten ligger vid 47 till 82 g. Limnomys sibuanus har 28 till 31 mm långa bakfötter och 20 till 22 mm långa öron. Den delvis styva pälsen på ovansidan har en mörk gråbrun färg och undersidan är täckt av vitaktig päls. Liksom den andra arten i samma släkte har djuret en ljusbrun strimma på halsen. Svansens färg är brun och några individer har en vit svansspets.
Denna gnagare lever i bergstrakter på ön Mindanao i Filippinerna. Arten vistas i regioner som ligger 2000 till 2800 meter över havet. Områdena är täckta av fuktig skog. Limnomys sibuanus hittades i bergstrakten Kitanglad (röd punkt på kartan) samt vid vulkanerna Mount Apo och Mount Malindang (gröna punkter).
Individerna är nattaktiva och de äter frön, frukter samt ryggradslösa djur. Tre par spenar förekommer hos honor.